# ويبرو
ويبرو المحدودة (بالإنجليزية: Wipro Limited)‏ هي شركة هندية متعددة الجنسيات تقدم تكنولوجيا المعلومات والاستشارات وخدمات العمليات التجارية. يقع مقرها الرئيسي في بنغالور، كارناتاكا، الهند. في عام 2013، فصلت «ويبرو» أعمالها التي لا تتعلق بتكنولوجيا المعلومات وشكلت «شركات ويبرو» المملوكة للقطاع الخاص.

## وصلات خارجية
- الموقع الرسمي